# Himilcó (magònida)
Himilcó (Himilco, Ἱμίλκων) fou un militar cartaginès fill d'Hannó, comandant juntament amb Anníbal (409 aC), fill de Giscó, de la gran expedició a Sicília (406 aC). Diodor de Sicília diu expressament que Himilcó i Anníbal eren família (cosins). És conegut pels seus enfrontaments amb Dionís el Vell de Siracusa pel control de Sicília. Fou escollit "Rei" el 398 aC; va aconseguir la màxima extensió de terres sicilianes sota poder cartaginès i va posar setge a Siracusa; però fou finalment delmat per una plaga i derrotat, i només va poder tornar a casa després de pagar un rescat a Dionís i abandonar els seus homes. Aquest fet li va portar tal deshonor que Himilcó es va vestir com un esclau i es va tancar a casa seva fins que va morir d'inanició.

## Primers anys
La família d'Himilcó era molt influent en la política de Cartago i molt activa en l'expansió d'aquest imperi per Àfrica, Ibèria, Sardenya i Sicília. El seu avi, Hamílcar (480 aC), va morir enfrontant-se als grecs de Siracusa i Agrigent a la batalla d'Hímera (480 aC). El seu pare Hannó va liderar una famosa expedició per la costa occidental africana fins a Camerun i el seu oncle, Himilcó el Navegant, explorava la costa occidental de la península Ibèrica, la Gàl·lia i Anglaterra.

## Expedició a Sicília
El 406 aC, Anníbal Giscó fou requerit pel Senat a liderar una campanya de càstig contra els grecs d'Hermòcrates de Siracusa, que havien estat atacant interessos cartaginesos al voltant de Mòtia i Palerm, a Sicília. Inicialment, Anníbal va rebutjar el càrrec degut a la seva avançada edat, però va acceptar quan Himilcó, el seu cosí, fou nomenat segon al càrrec.
Les tropes cartagineses sumaven 60.000 soldats que foren transportats a Sicília en 1.000 naus de transport, escortades per 120 trirrems.
Amb aquest exèrcit van assetjar Agrigent, i van atacar altres punts. Durant les operacions els cartaginesos van destruir diversos sepulcres per construir unes rampes d'assalt, circumstància a la qual es va atribuir la pesta que es va declarar i que va provocar moltes baixes, entre elles la d'Anníbal. Himilcó va fer sacrificis propiciatoris i va continuar el setge amb èxit en superar les dificultats inicials. Agrigent es va rendir després d'un període de vuit mesos.
Himilcó hi va passar l'hivern del 406 al 405 aC, i a la primavera següent va avançar contra Gela, que va assetjar. Dionís el Vell de Siracusa, que havia assolit la tirania a aquesta ciutat, va anar en ajut de la ciutat però fou derrotat i es va retirar emportant-se a tota la població de Gela, i també la de Camarina, i les ciutats abandonades van quedar en mans d'Himilcó.
Himilcó va avançar amb la intenció de posar setge a Siracusa, però la pesta va reaparèixer entre els seus homes de manera més violenta i va haver de fer ofertes de pau que foren acceptades.

## Tractat del 405 aC
En virtut del tractat de pau Cartago va conservar les seves antigues possessions i a més a més Selinunt, Hímera, i Agrigent; Gela i Camarina haurien de pagar tribut i restar sense fortificar.
Els Sículs i les ciutats de Messina i Leontini restaven neutrals, lliures del control de Cartago o de Siracusa, on Himilcó reconeixia a Dionís com legítim governant.
Hilimcó aconseguia així que el territori sicilià sota influència púnica assolís la seva màxima extensió. D'altra banda, cometria el gran error d'embarcar els seus soldats de tornada a casa, on s'estendria la plaga provocant una gran mortaldat. Aquesta pesta va durar uns quants anys i va exhaurir les energies de la República de manera que el 397 aC quan Dionís va reprendre la guerra, els cartaginesos no estaven preparats.

## Rei de Cartago
Himilcó fou escollit rei entre el 405 i el 398 aC. En el 403 aC fins i tot va enviar mercenaris per ajudar a Dionís, que havia estat atacat per una coalició de descontents. Després d'aquest incident, Dionís va reforçar les defenses de la seva ciutat i va armar el seu exèrcit, fins que es va sentir prou fort per atacar de nou els seus vells enemics. El 398 aC va liderar personalment el setge de Mòtia, Segesta i Entella. Himilcó, que en aquest temps encara conservava el comandament i havia arribat a la dignitat de sufet o jutge, només va poder atacar sobtadament a la flota de Dionís amb 100 trirrems i va enfonsar diversos vaixells sense resultats decisius, i va retornar a Àfrica.

## Campanya siciliana del 396 aC
A la primavera següent (396 aC) va reunir una poderosa flota i exèrcit que va desembarcar a Panormus, malgrat que durant en el viatge fou atacada per Leptines i va patir considerables pèrdues. Després de desembarcar va obtenir diversos èxits i va recuperar Erix i Mòtia, forçant la retirada de Dionís cap a l'est de l'illa.
Els Sicans es van declarar llavors a favor de Cartago. Així Himilcó va recuperar tota la part occidental i va avançar per la costa nord (amb l'exèrcit i la flota junts) arribant fins a Messana, que va sorprendre i la va arrasar; tot seguit va seguir al sud cap a la mateixa Siracusa; Dionís li va sortir al pas però l'abandonament dels seus aliats sicilians, i la derrota total de la seva flota per la flota cartaginesa manada per Magó, el va aconsellar de retirar-se a la ciutat i tancar-se darrere les muralles. L'exèrcit cartaginès va acampar a la vora de les muralles.
Durant 30 dies Himilcó va assolar la rodalia de Siracusa però no va fer cap atac vigorós contra la ciutat mateixa. A l'estiu la febre provocada per la naturalesa pantanosa dels terrenys on eren acampats, va esclatar entre els cartaginesos, i aviat va esdevenir altre cop en una epidèmia de pesta. Dionís va aprofitar per fer un sobtat atac al camp cartaginès per terra i mar, que va tenir èxit i Himilcó va perdre part de la flota; Himilcó va enviar una proposta de pau a Dionís per la qual els cartaginesos es retiraven amb armament i pagaven 300 talents; l'oferta fou acceptada i els cartaginesos es van retirar una nit deixant desprotegits als seus aliats sicilians i als mercenaris.

## Mort i llegat
Aquesta capitulació vergonyosa li va passar factura en arribar a Cartago. El menyspreu del poble el va incitar a acceptar tota la responsabilitat. Es va vestir d'esclau i va visitar tots els temples de la ciutat per demanar perdó als déus. Finalment, es va retirar a casa seva, on va tapiar finestres i portes, va rebutjar totes les visites dels familiars i va deixar de menjar fins que va morir.
Fou succeït per Magó II de Cartago.